# Astérion (dieu fleuve)
Pour les articles homonymes, voir Astérion.
Dans la mythologie grecque, Astérion (en grec ancien Ἀστερίων / Kôkytós, « qui naît des larmes ») est un fleuve d'Argos. Comme pour tous les fleuves des mythologies grecque et romaine, Astérion désigne tant le fleuve lui-même que le Dieu fleuve associé.

## Étymologie
Astérion, en grec ancien Ἀστερίων, vient du grec Ἀστερίωνος signifiant "étoilé".

## Famille
En tant que Dieu fleuve, Astérion est un fils du titan Océan et de son épouse, la titanide Téthys. Il est l'un de leur multiples fils, les Dieux fleuve, généralement au nombre de trois mille, et a pour sœurs les Océanides, elles aussi au nombre de trois mille, l'ainée desquels étant Styx, déesse du fleuve infernal du même nom. Ouranos (le Flot) et Gaïa (la Terre) sont ses grands-parents tant paternels que maternels.
Il avait pour filles trois naïades nées de mère inconnue prénommées Eubée (en), Acraée (en) et Prosymna (en), qui furent les nourrices de la jeune Héra.

## Mythologie
Astérion était l'un des trois dieux fluviaux (les deux autres étant Inachos et Céphise) qui ont attribué le territoire d'Argolide à Héra sur Poséidon. Poséidon, en colère, fit disparaître les eaux des trois rivières afin qu'elles ne coulent que s'il pleut et qu'elles soient sèches en été.
La rivière Astérion à Argos est mentionnée dans les Dionysiaques (47.493) de Nonnos, qui associe la référence à un rite dans lequel les jeunes hommes dédient des mèches de leurs cheveux.
Astérion dans l'Herbier de Pedanius Dioscorides, est Silene linifolia . De cette herbe, trouvée près de l'Héraion de l'Argolide, Pausanias a noté "Sur ses rives pousse une plante, qui est aussi appelée astérion. Ils offrent la plante elle-même à Héra, et de ses feuilles tressent ses guirlandes."